# Lindwerder (Berlino)
Lindwerder, chiamata anche Gatower Lindwerder, è un'isola situata sulla riva del fiume Havel di fronte alla foresta di Grunewald, nel distretto Steglitz-Zehlendorf di Berlino.

## Storia
Deve il suo nome proprio al "Linde" (tiglio), un albero molto diffuso sull'isola.
Alla fine del XIX secolo, nel 1888, il proprietario terriero Dott. Koch scoprì l'isola e nel 1899 ricevette un permesso di costruirci una casa. Era necessario un traghetto merci per trasportare materiali da costruzione sull'isola. 
Il primo traghetto pubblico iniziò ad operare nel 1905.
Dopo la seconda guerra mondiale, l'isola fu ampliata verso est di 3000 m² con macerie, che accorciarono la rotta dei traghetti verso la terraferma. 
Dal 1956 anche lo Yacht Club Müggelsee eV ha sede sull'isola.
Tra il 1969 e il 1971 il ristorante (tutt'ora presente) è stato ricostruito sull'isola. Nel luglio 1971 il nuovo edificio fu terminato e il traghettamento di persone riprese il servizio.

## Curiosità
L'isola ha attualmente una superficie di 22.000 m²; è raggiungibile con un traghetto passeggeri chiamato Lindwerder II (di 36 CV, diesel, lungo 12 metri) dall'Havelchaussee attraversando la baia per 200 metri. Questo traghetto può essere chiamato da entrambe le sponde con un campanello. Il traghetto Lindwerder è operativo tutto l'anno su richiesta, solo il lunedì è a "riposo". I piroscafi possono anche attraccare sulla costa occidentale dell'isola.